# 사사키 히데요
사사키 히데요(일본어: 佐々木 秀世, 1909년 4월 12일~1986년 2월 1일)는 9선 중의원 의원을 지낸 일본의 정치인이다.

## 생애
1909년 4월 12일에 야마가타현 히가시무라야마군 야마노베촌(지금의 야마노베정)에서 태어났다. 1928년에 와세다 공수학교 전기과 고등과를 졸업한 뒤 고노에사단 나카노통신대에서 근무하다가 1930년에 홋카이도 아사히카와시에서 과자전문점에서 일했다. 1933년에 소학교 교사와 결혼하여 데릴사위가 되었으며 다음 해에는 식료품점을 설립했다. 1942년에 아사히카와시의회 의원 선거에 출마해 당선됐다.
전후인 1947년에 총선에 일본민주당 공천을 받아 출마해 당선됐다. 하지만 당선 후 「탄광국가관리법」안에 반대하여 하라 겐자부로, 혼마 슌이치 등과 함께 제명됐다. 이후 동지 클럽을 결성했다가 다시 민주 클럽을 결성하고 이후 1948년에 민주자유당에 합류했다. 1951년에 제3차 요시다 내각 (제2차 개조)에서 운수정무차관을 역임했다.
1952년에 요시다 시게루 계열 정치인인 후쿠나가 겐지가 간사장으로 지명받자 하토야마 이치로 계열 정치인들이 반발했다. 이 과정에서 사사키, 구라이시 다다오, 이시다 히로히데 등이 자유당에서 제명되면서 반요시다 성향이 더욱 강해졌다. 이후 하토야마를 중심으로 일본민주당이 결성되자 참여했으며 1954년에 제1차 하토야마 이치로 내각이 출범하자 내각총리대신 비서관이 되었다. 보수합동으로 자유민주당이 창당된 뒤에는 이시다의 측근이 되었으며 의회운영위원회와 국회대책위원회에서의 활약상에 힘입어 굉지회에 가입했다.
중의원 의회운영위원장·사회노동위원장, 자민당 부간사장·국회대책위원장·홍보위원장 등을 역임한 뒤 1972년 7월에 제1차 다나카 가쿠에이 내각이 출범하자 운수상에 취임해 처음 입각했다. 운수상으로 취임한 직후에 적자가 불가피했던 홋카이도의 국유 철도 시라누카선의 가미차로-호쿠신 구간 연장을 지시했다. 사사키는 "적자가 나더라도 공공성이 높은 노선은 국철이 운영해야 한다"라며 일본철도건설공단에서 일본국유철도로 강제로 이관하고 9월에 개업시켰다. 이에 대한 논란이 일자 "완성해 놓고 방치해 두는 게 더 이상하다", "애초에 내 선거구에 속하지 않는다"라며 반론했다. 중의원 결산위원회도 선거를 앞두고 내린 정치적 결정이 아니냔 비판이 나오자 "국철은 흑자 노선만 운영해야 하는 게 아니다. 적자 노선도 공공성을 위해 운영한다. 방대한 토지를 가진 홋카이도는 철도가 없으면 개발이 안 된다. 내가 홋카이도 출신이라서가 아니라 내지인의 감각으로 홋카이도를 이해해선 안 된다. 선거 대책으로 추진한 거라면 표가 되는 곳에서 했다. (1일 평균 이용자가) 17명밖에 안 되는 벽촌에서 선거를 대비하는 바보는 없다"라고 주장했다. 그리고 가미차로 탄광이 폐쇄되었지만 삼림 개발을 위해 영업을 허가한 것이며 지망 개발을 위해서도 필요하다는 설명을 덧붙였다(시라누카선은 1983년 10월에 폐선됐다). 이후 12월에 운수상에서 사임했다.
1976년에 록히드 사건이 터지자 회색 고관의 한 명으로 의심을 받았다. 이에 7월 18일에 파벌 영수인 오히라 마사요시와 함께 홋카이도에 가서 결백을 호소하는 기자회견을 했지만 20일에 고혈압으로 도쿄 지케이카이 의과대학 부속병원에 입원했다. 이 무렵에 홋카이도의 재계에 막강한 영향력을 행사하던 후원회장이 병사했다. 후임자를 찾는 데 난항을 거듭하자 지지 모체를 유지하기 어려워졌고 결국 12월 총선에 불출마했다. 이후 정계를 은퇴했다. 은퇴 후에는 경륜의 진흥을 위해 힘썼던 인연으로 일본경륜선수회 고문을 역임했다.
1980년에 훈1등 서보장을 수훈했으며 1986년 2월 1일에 급성 심부전으로 사망했다. 향년 76세. 아들인 사사키 히데노리가 5선 중의원 의원을 지냈는데 아버지의 지지 기반을 직접적으로 계승하지 않았으며 소속 정당도 일본사회당이었다.

## 역대 선거 기록
|  | 10% |

|  | 11.7% |

|  | 15.7% |

|  | 9.8% |

|  | 15.3% |

|  | 14.9% |

|  | 20.8% |

|  | 21.9% |

|  | 22% |

|  | 22.2% |

|  | 18.4% |

| 전임 니와 교시로 | 제42대 운수대신 1972년 7월 7일~1972년 12월 22일 | 후임 신타니 도라사부로 |